# Jorge I. Dominguez
Jorge I. Domínguez (La Habana, 1945) es un latinoamericanista, escritor y educador cubano-estadounidense. Es erudito en estudios latinoamericanos, enseñó en la Universidad de Harvard de 1972 a 2018, cuando se jubiló como Profesor Antonio Madero para el Estudio de México.

## Biografía
Nació en La Habana, Cuba. Salió de Cuba con su familia hacia Estados Unidos en 1960, cuando tenía 15 años.
Asistió al Colegio de Belén en Miami, Florida, y en 1963 se graduó de Fordham Preparatory School en el Bronx de Nueva York. En 1967, recibió su licenciatura en la Universidad Yale. Luego recibió su maestría (1968) y su doctorado. (1972) de la Universidad de Harvard. Fue miembro de la Sociedad de Becarios de Harvard.
Comenzó su carrera docente en Harvard en 1972 y en 1979 se le concedió la titularidad. De 1995 a 2006, se desempeñó como director del Centro Weatherhead para Asuntos Internacionales de Harvard. De 2006 a 2015, se desempeñó como primer vicerrector de Asuntos Internacionales de Harvard en la Oficina del Rector y asesor principal de Estudios Internacionales del Decano de la Facultad de Artes y Ciencias de Harvard. También presidió la Academia de Estudios Internacionales y de Área de Harvard, se desempeñó como asociado del Centro David Rockefeller de Estudios Latinoamericanos de Harvard y como asociado de la Casa Leverett de Harvard.
Ha publicado libros y artículos sobre América Latina y, en particular, Cuba. En 1989, Abraham F. Lowenthal lo describió en Foreign Affairs como el decano de los cubanólogos estadounidenses.

## Controversias
En febrero de 2018, un artículo en The Chronicle of Higher Education alegaba que Domínguez había cometido actos de agresión sexual y acoso sexual desde finales de los años 1970. En respuesta, Harvard inició una revisión de las acusaciones y colocó a Domínguez en licencia administrativa remunerada. Anunció que se jubilaría al final del semestre de primavera de 2018 y así lo hizo el 18 de junio de ese año. La investigación del Título IX de Harvard concluyó en mayo de 2019 que Domínguez había incurrido en conducta sexual no deseada, y la universidad lo despojó de su estatus de emérito y lo desinvitó de su campus. En enero de 2020, la Asociación de Estudios Latinoamericanos, de la que había sido presidente, le revocó su membresía por sus violaciones a las normas éticas.